# Vestiferum
Genre
Vestiferum est un genre d'opilions dyspnois de la famille des Nemastomatidae.

## Distribution
Les espèces de ce genrese rencontrent en Géorgie, en Turquie et en Russie en Ciscaucasie.

## Liste des espèces
Selon World Catalogue of Opiliones (14/06/2025) :
- Vestiferum alatum Martens, 2006
- Vestiferum funebre (Redikortsev, 1936)

## Systématique et taxinomie
Ce genre a été décrit par Martens en 2006 dans les Nemastomatidae.

## Publication originale
- Martens, 2006 : « Weberknechte aus dem Kaukasus (Arachnida, Opiliones, Nemastomatidae). » Senckenbergiana Biologica, vol. 86, p. 145–210.